# Papilio delalandei
Papilio delalandei là một loài bướm thuộc họ Papilionidae. Nó là loài đặc hữu của Madagascar.

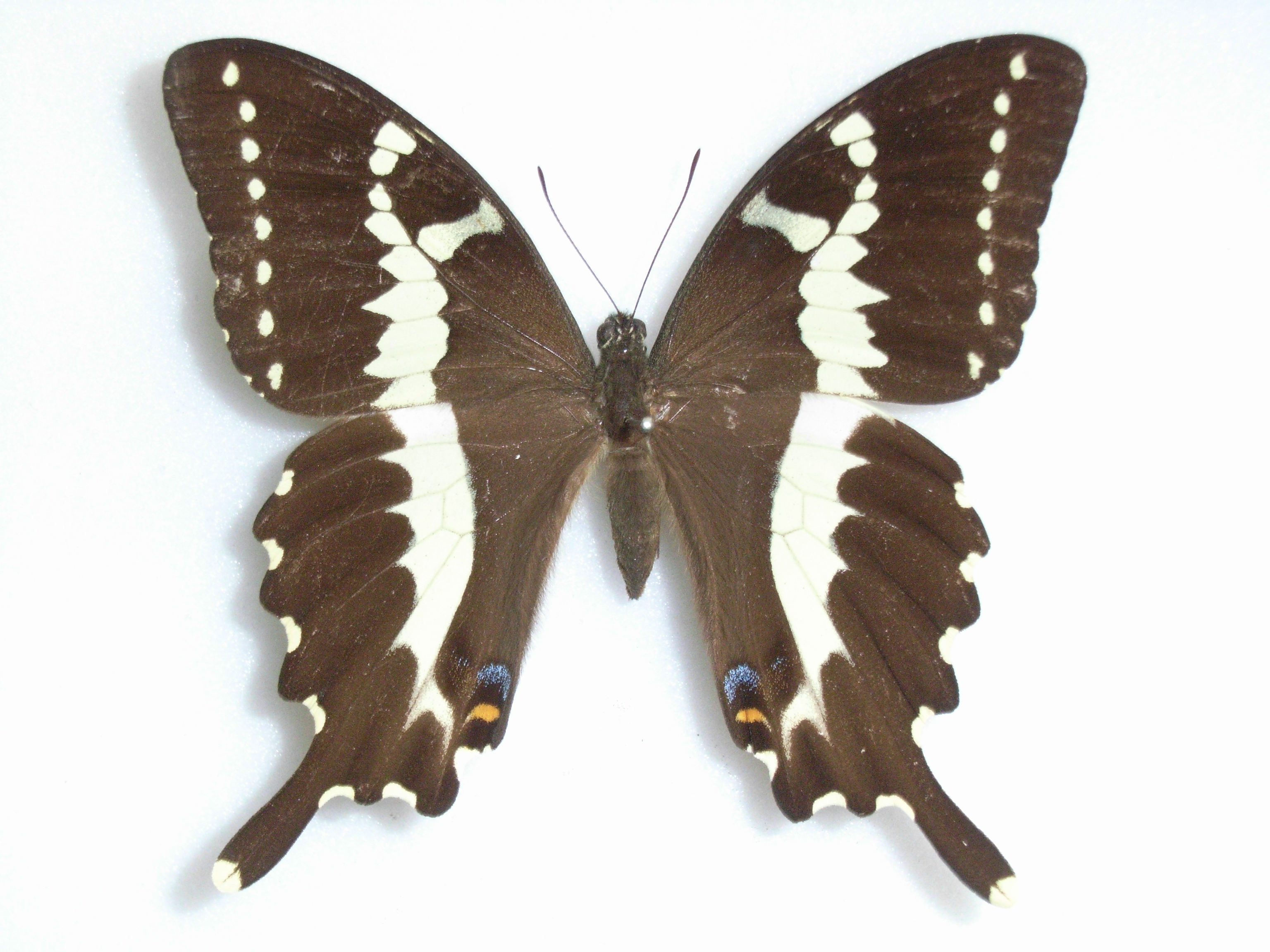

. The name honours Pierre Antoine Delalande.

## Hình ảnh

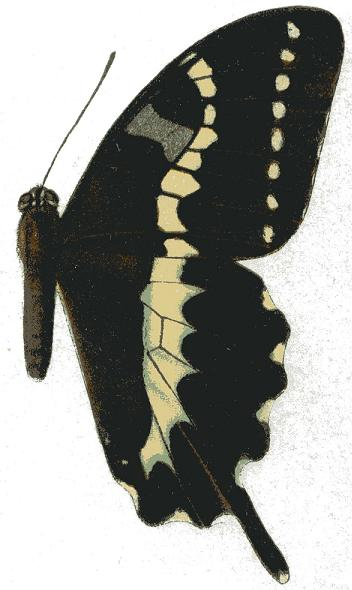
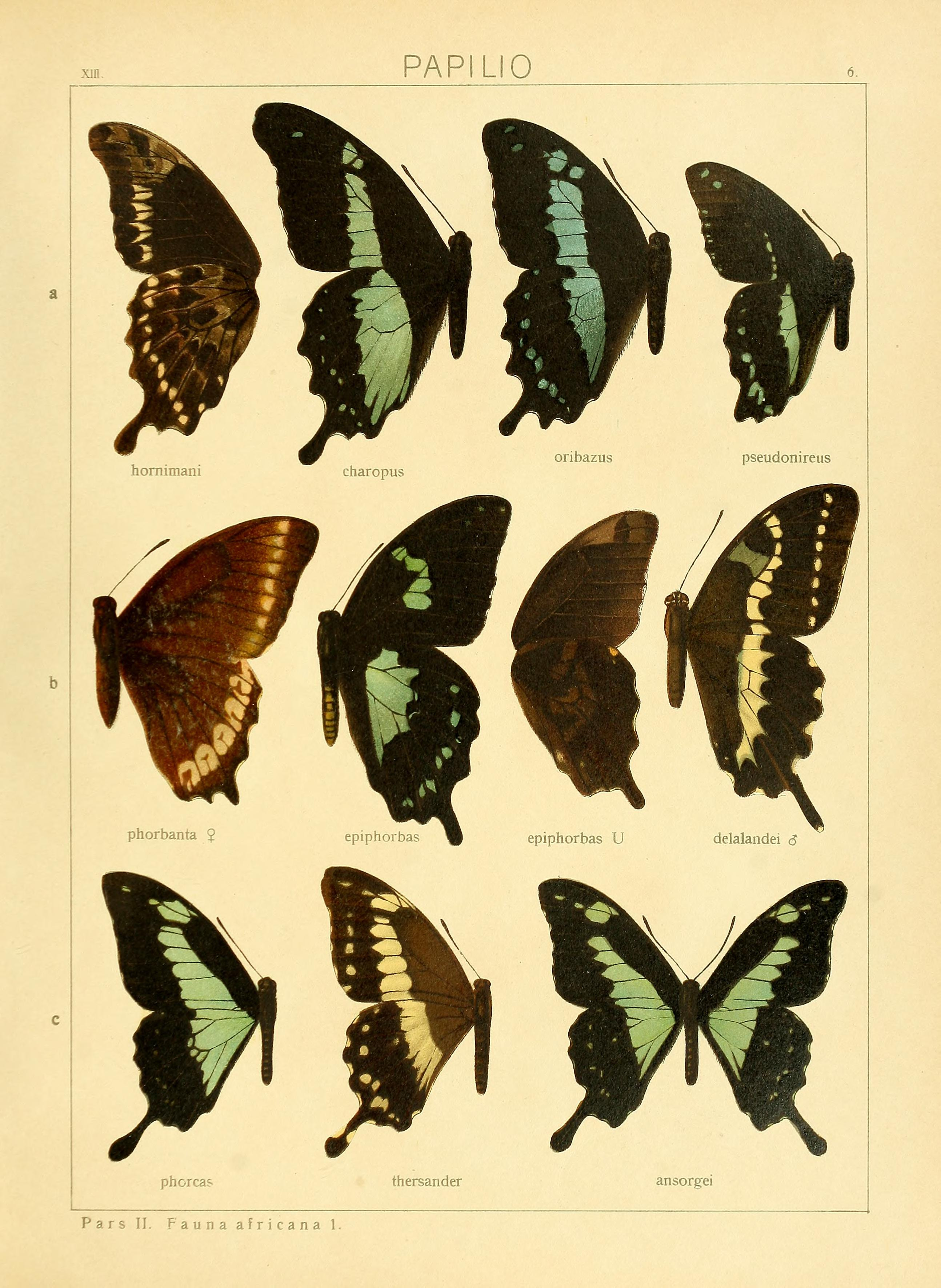